# Шарль-Луї Авас
Шарль-Луї Авас (фр. Charles-Louis Havas; 5 липня 1783 — 21 травня 1858) — французький письменник, перекладач і засновник першого інформаційного агентства Agence Havas (чиїм нащадком є Agence France-Presse (AFP) та рекламна компанія Havas).

## Біографія
Народився в єврейській родині угорського походження в місті Руан. 1835 року заснував Agence Havas, усвідомлюючи зростальний інтерес до міжнародних справ, перекладав іноземні газети та продавав їх французькій національній пресі, місцевим підприємцям й уряду. Розуміючи, що газети не завжди були точними і часто упередженими, він досліджував ідею мати власних кореспондентів у полі, які б постачали інформацію для його агентства. Він помер у Буживалі.
Двоє його співробітників, Пол Ройтер і Бернхард Вольф, пізніше заснували конкурентні інформаційні агентства в Лондоні (інформаційне агентство Reuters, засноване 1851 року) і в Берліні (агентство Wolffs Telegraphisches Bureau, засноване 1849 року) відповідно. Щоб зменшити витрати та розвивати прибуткову рекламну сторону бізнесу, сини Аваса, які успадкували справу у 1852 році, підписали угоди з Рейтером і Вольфом, надаючи кожному агентству ексклюзивну зону для репортажів у різних частинах Європи. Ця домовленість тривала до 1930-х років, коли винахід короткохвильового радіо покращив і знизив вартість комунікацій. Щоб допомогти Havas розширити масштаб своєї діяльності в умовах великої міжнародної напруги, французький уряд фінансував до 47 % його інвестицій.